# Abraham A. Brill
Abraham Arden Brill (Kańczuga, 12 ottobre 1874 – New York, 2 marzo 1948) è stato uno psichiatra e psicoanalista statunitense di origini austriache.

## La giovinezza
Nacque in Austria (nella Galizia austriaca), in una famiglia di origine ebraica, ed arrivò, da solo, negli Stati Uniti a 13 anni di età.
Dopo aver lavorato a lungo per potersi pagare gli studi, si laureò in Medicina presso la New York University nel 1901, conseguendo poi la specializzazione nel 1903 presso la Columbia University.
Negli anni seguenti tornò in Europa, dove si perfezionò al Burghölzli di Zurigo con Eugen Bleuler, Karl Abraham, e Carl Gustav Jung, ed incontrò Freud a Vienna nell'aprile 1908. 
Rientrato negli Stati Uniti lo stesso anno, divenne uno dei primi e più attivi esponenti e rappresentanti della Psicoanalisi negli USA.

## La carriera
Nel 1909 partecipò allo storico "Incontro della Clark University", che segnò l'avvio del movimento psicoanalitico negli Stati Uniti. A partire dallo stesso anno, fu il primo a tradurre in inglese la maggior parte delle opere di Freud e di Jung.
Insieme a 15 altri medici, nel 1911 fondò la New York Psychoanalytic Association, di cui fu presidente tra il 1911 ed il 1913, e nuovamente tra il 1925 ed il 1936. Nel 1914 divenne anche membro della American Psychoanalytic Association, fondata da Ernest Jones, e di cui fu presidente tra il 1919-1920 e nuovamente tra il 1929 ed il 1935. In tali ruoli, contrariamente alla posizione di Freud, supportò la restrizione della formazione psicoanalitica ai soli medici.
Fu docente sia presso la New York University che alla Columbia, e praticò la professione di psicoanalista per tutta la vita.
La più grande biblioteca psicoanalitica mondiale, quella della New York Psychoanalytic Association, porta il suo nome.

## Pubblicazioni di A.A.Brill
- Psychoanalysis: Its Theories and Practical Application (1912)
- Fundamental Conceptions of Psychoanalysis (1921)